# Lecanostictopsis kamatii
Lecanostictopsis kamatii är en svampart som först beskrevs av Ullasa, och fick sitt nu gällande namn av B. Sutton & Crous 1997. Lecanostictopsis kamatii ingår i släktet Lecanostictopsis, divisionen sporsäcksvampar och riket svampar.   Inga underarter finns listade i Catalogue of Life.